# Björngrav
Björngrav är ett arkeologiskt begrepp för en plats där en björn begravts. Björngraven är en typisk samisk lämning som mest förekommer i fjällregionerna. I Sverige har sådana gravar främst påträffats inom sydsamiskt område och har framför allt daterats till 1700- och 1800-talen. I Norge förekommer de särskilt i Nord-Troms och de har daterats från 200–300 e.Kr. till 1700-talet.
Många gånger hittar man dessa begravningsplatser under klippblock, i skrevor eller i grottor. 
Inom samisk mytologi finns en björnkult och björngravar tillverkades under ceremoniella former – alla björnens ben samlades in (ofta hela, ibland märgkluvna) och placerades i anatomisk ordning så att björnen skulle kunna återuppstå. 
En förmodad björngrav har påträffats i en tomtning på Bjuröklubb i Västerbotten, och daterats till vikingatiden. Detta har fått arkeologer att misstänka att det funnits en kustsamisk kultur i Sverige.